# Thomas Hardy, 1:e baronet

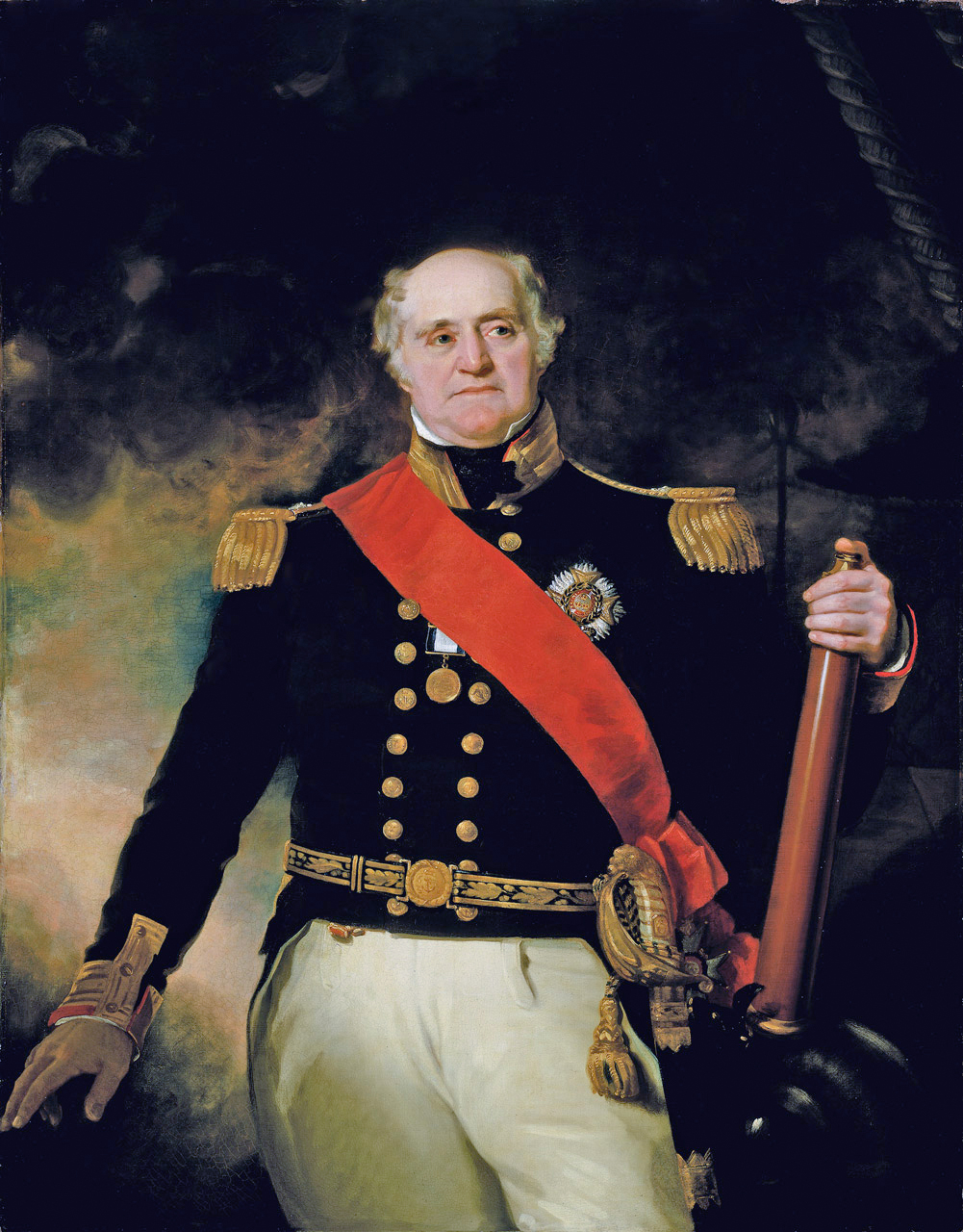
Sir Thomas Hardy, Bt.

Sir Thomas Masterman Hardy, Bt., född den 5 april 1769, död den 20 september 1839, var en brittisk sjöofficer, viceamiral och förste sjölord 1830-1834.
Hardy deltog i sjöslaget vid Kan Sankt Vincent 1797, sjöslaget vid Nilen 1797 och sjöslaget vid Köpenhamn 1801. Han var fartygschef på HMS Victory vid sjöslaget vid Trafalgar och Lord Nelson dog i hans armar. Som förste sjölord vägrade han att bli medlem av det brittiska parlamentet och var positiv till införandet av ångfartyg i Royal Navy.